# Rafael Ubiría
Rafael Álvaro Ubiría Alzugaray (Uruguay, 1 de noviembre de 1957) es un exmagistrado uruguayo, quien se desempeñó como Fiscal de Corte y Procurador General de la Nación entre 2007 y 2011 y como Procurador del Estado en lo Contencioso Administrativo entre 2012 y 2022, siendo la única persona en la historia en haber ocupado ambos cargos.

## Primeros años
Cursó estudios en la Facultad de Derecho de la Universidad de la República, donde obtuvo el título de abogado en 1989.
A partir de 1990 se desempeñó como secretario letrado en el Ministerio Público.

## Fiscal Letrado en el interior
En junio de 1993 fue designado Fiscal Letrado de Cerro Largo.
En noviembre de 1995 fue trasladado a la Fiscalía Letrada de Maldonado de Tercer Turnoy en junio de 1996 fue nuevamente transferido a la Fiscalía Letrada de Pando de Segundo Turno.

## Fiscal Letrado en la capital
En junio de 1998 fue ascendido a cumplir funciones en Montevideo como Fiscal Letrado Nacional de lo Penal de 15° Turno,cargo que ocupó durante casi nueve años.

## Fiscal de Corte
Encontrándose vacante la Fiscalía de Corte tras la renuncia de Oscar Peri Valdez a principios de 2006, y tras el intento fallido de designar en su reemplazo a Mirtha Guianze, candidatura que no reunió los votos necesarios en la Cámara de Senadores para obtener la respectiva venia, el gobierno de Tabaré Vázquez propuso en una segunda instancia a Ubiría,quien sí fue aceptado por los partidos de la oposición. 
En consecuencia, y una vez otorgada la venia por unanimidad, el 14 de marzo de 2007 Ubiría fue designado Fiscal de Corte y Procurador General de la Nación.Fue el primer fiscal de Corte titular en ejercicio del cargo en más de tres años, ya que Peri Valdez había permanecido suspendido preventivamente en el mismo desde febrero de 2004 hasta su renuncia.
Pese a que legalmente la duración del cargo de Fiscal de Corte se encuentra equiparada a la de los ministros de la Suprema Corte de Justicia, por lo que es de un máximo de diez años, Ubiría llegó a ocuparlo por poco menos de cinco años, ya que presentó su renuncia en diciembre de 2011,la que le fue aceptada el 29 de diciembre con vigencia desde el día anterior.
Fue sucedido meses después por Jorge Díaz Almeida.

## Procurador del Estado en lo Contencioso Administrativo
Al día siguiente, el 30 de diciembre de 2011, Ubiría fue designado por el gobierno de José Mujica como Procurador del Estado en lo Contencioso Administrativo,que se encontraba vacante a raíz de la destitución de Gualberto Pérez Riestra. Tomó posesión del cargo el 18 de enero de 2012.
Es el único magistrado hasta la fecha en haber ocupado tanto este cargo como la Fiscalía de Corte.
Cesó como Procurador del Estado en lo Contencioso Administrativo en enero de 2022 al cumplir los diez años en dicho cargo, plazo máximo para ocuparlo de acuerdo al artículo 314 de la Constitución, que se remite en cuanto a la duración de su mandato a la establecida para los miembros del Tribunal de lo Contencioso Administrativo.
En su reemplazo fue nombrada meses después Sandra Boragno.